# Franz Heinrich Schwechten
Franz Heinrich Schwechten (Colonia, 12 de agosto de 1841 - Berlín, 11 de agosto de 1924) fue uno de los arquitectos alemanes más famosos de su tiempo, que contribuyó al desarrollo de la arquitectura historicista.

## Biografía
Schwechten era hijo de un juez de un tribunal de distrito. Asistió al Gymnasium, obteniendo su graduación (Abitur) en 1860, y continuó trabajando como aprendiz del maestro de obras Julius Carl Raschdorff, quien más tarde diseñaría la Catedral de Berlín. En 1861, Schwechten se inscribió en la Bauakademie (Academia de Arquitectura) en Berlín, donde estudió con Karl Bötticher y Friedrich Adler. Después de un periodo de formación práctica tras completar sus estudios en diciembre de 1863, Schwechten trabajó primero varios meses con Friedrich August Stüler, hasta mayo de 1864, y más tarde con Martin Gropius, hasta junio de 1865.
A los 28 años de edad, el Sindicato de Arquitectos de Berlín le otorgó un premio por el diseño del edificio del Parlamento prusiano. Empezó su carrera como arquitecto jefe de la Compañía de Ferrocarriles Berlín-Anhalt. Su primer trabajo importante fue la estación terminal de ferrocarriles en Berlín para esta compañía (Berlin Anhalter Bahnhof). 
Entre sus trabajos se encuentran los diseños del Palacio Tiškevičiai en Palanga (Polangen) y el Castillo Imperial de Poznań (Posen). Uno de los edificios más notables de Schwechten fue la Iglesia Memorial Kaiser Wilhelm (completada en 1895), con su torre 113 m de altura y elementos de estilo neorrománico.
Schwechten ingresó en la Academia de Artes Prusiana en 1885, y fue su presidente entre 1915 y 1918. En 1904 fue honrado con el título de "Geheimer Baurat" y en 1906 fue nombrado profesor. También dio conferencias en la Real Universidad Politécnica en Charlottenburg.
Schwechten murió en Berlín y fue enterrado en Schöneberg.

## Obras destacadas

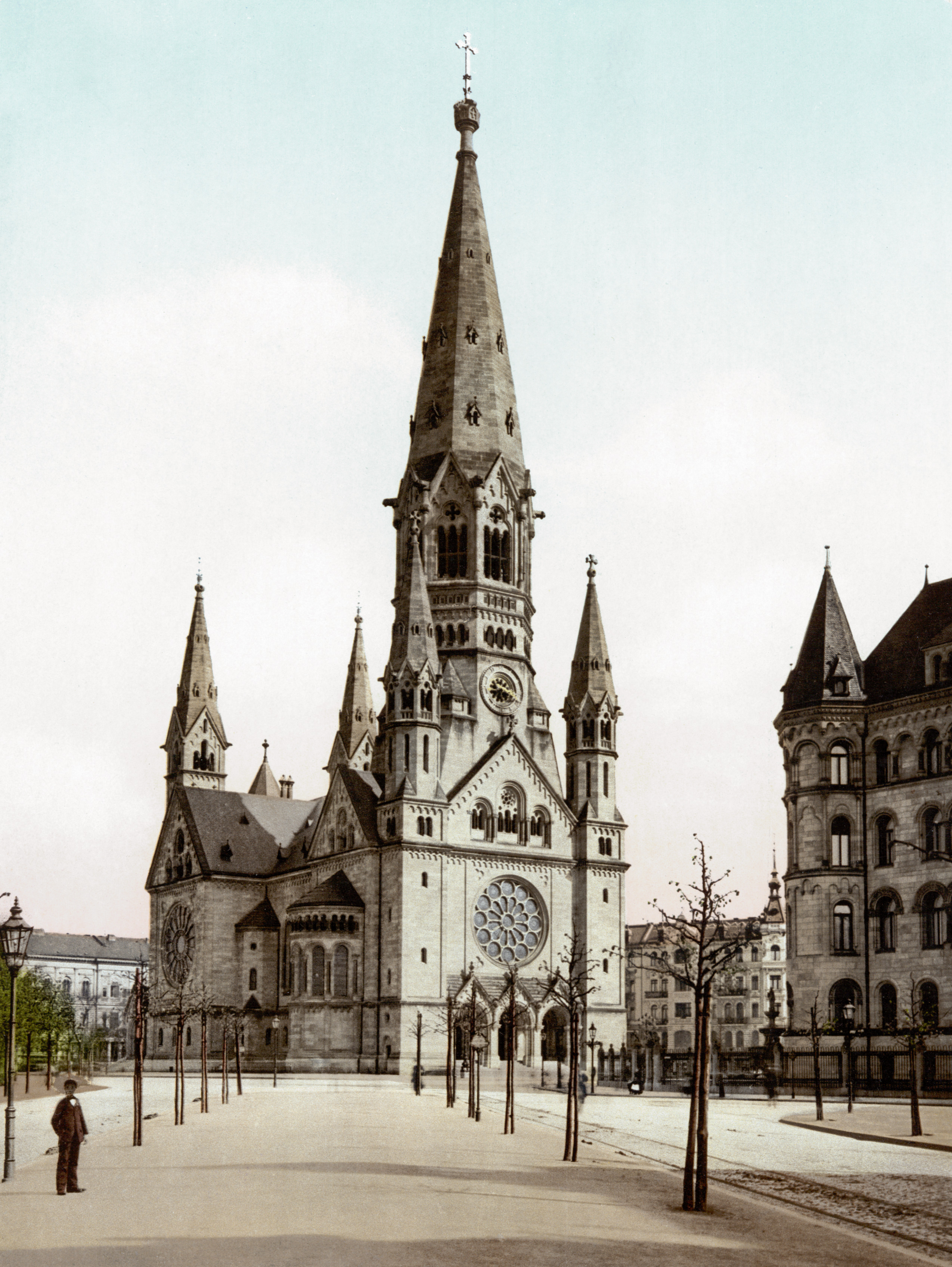
Iglesia Memorial Kaiser Wilhelm, c. 1900,

- Estación de ferrocarriles de Lutherstadt Wittenberg, 1877.
- Berlin Anhalter Bahnhof, 1880, demolida.
- Academia Militar Prusiana, Berlín, 1883, ruinas demolidas en 1976.
- Iglesia Memorial Kaiser Wilhelm, Charlottenburg, 1895, se preserva la torre.
- Palacio Tiškevičiai, Palanga, 1897.
- Torre de Grunewald, 1899.
- Romanisches Café, Charlottenburg, 1901, destruido en la II Guerra Mundial.
- Kaiserbrücke, Maguncia, 1904, torres demolidas.
- Iglesia del Redentor, Bad Homburg, 1908.
- Puente Sur (Colonia), 1910.
- Castillo Imperial de Poznań, 1910.
- Puente Hohenzollern, 1911, torres demolidas.
- Haus Vaterland, Berlín, 1912, ruinas demolidas en 1976.
- Iglesia evangélica luterana, llamada Christuskirche, Roma, 1922.